# Tusindtop
Slægten Tusindtop (Sorbaria) er udbredt i Central- og Østasien. Det er løvfældende buske med uligefinnede blade og mget store, endestillede blomsterstande. De enkelte blomster er regelmæssige og hvide. Her beskrives kun de arter, der er almindeligt dyrket i Danmark.
| Beskrevne Arter |

- Afghansk tusindtop (Sorbaria aitchisonii)
- Træagtig tusindtop (Sorbaria arborea)
- Storblomstret tusindtop (Sorbaria grandiflora)
- Sibirisk tusindtop (Sorbaria sorbifolia)
- Filtet tusindtop (Sorbaria tomentosa)

| Andre Arter |

- Sorbaria angustifolia
- Sorbaria assurgens
- Sorbaria gilgitensis
- Sorbaria kirilowi
- Sorbaria olgae
- Sorbaria pallasii
- Sorbaria rhoifolia